# Norbertuskapelle (Monschau)

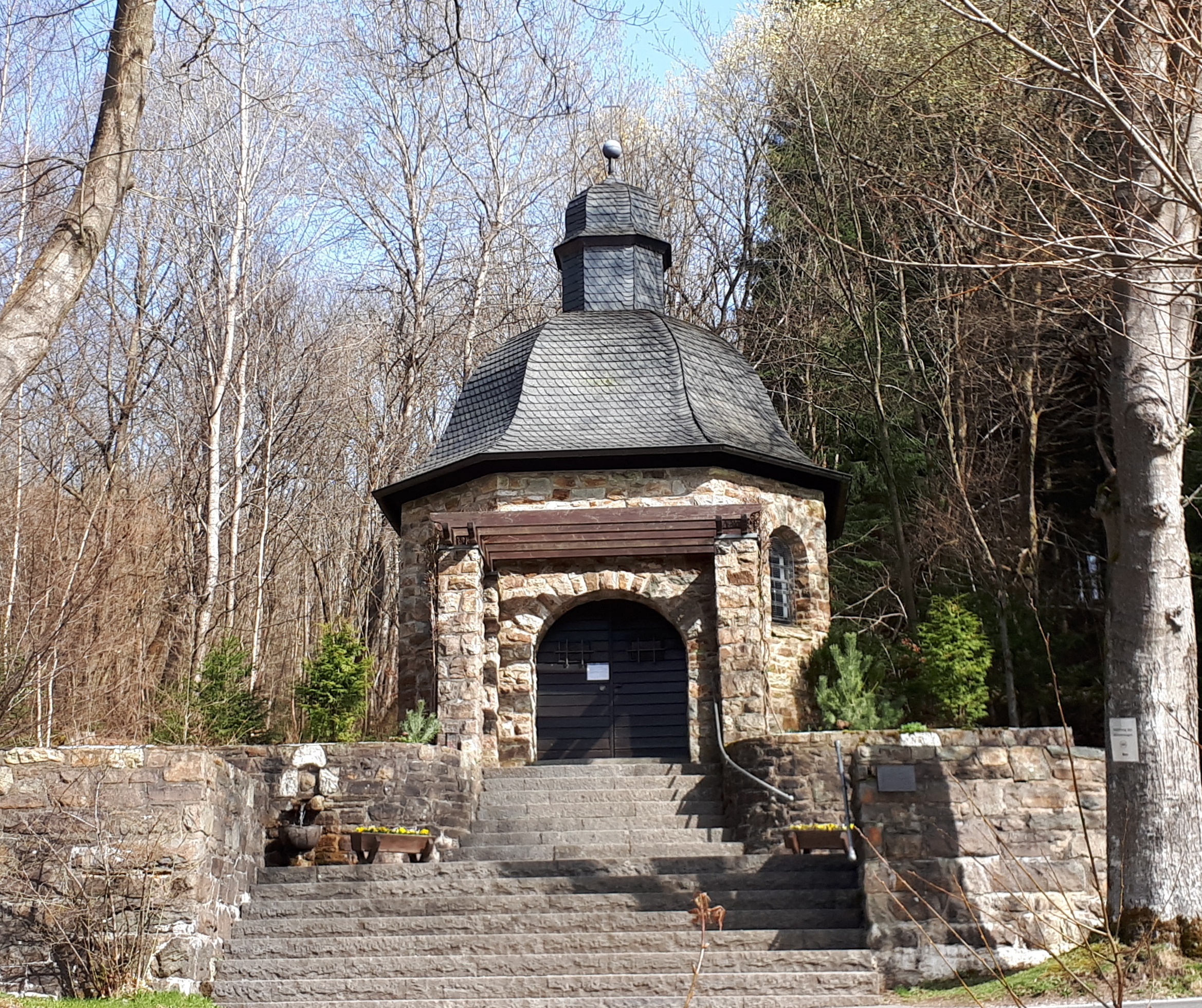
Norbertuskapelle

Die Norbertuskapelle ist eine denkmalgeschützte Kapelle in Monschau, einer Stadt in der Städteregion Aachen in Nordrhein-Westfalen. Das Bauwerk ist unter der Nummer 380 in der Denkmalliste der Stadt eingetragen. Die Kapelle gehört zur Pfarrgemeinde St. Lambertus in Kalterherberg im Bistum Aachen der römisch-katholischen Kirche in Deutschland.

## Lage
Das Bauwerk steht unweit des Klosters Reichenstein jenseits der Rurbrücke in Richtung Kalterherberg an der Landstraße 106. Nördlich der Kapelle fließt ein kleiner unbenannter Bach, der in die Rur mündet.

## Geschichte
Die Initiative zum Bau ging auf den Oberpfarrer und Dechant Theodor Temming aus Monschau zurück, der bis 1927 im Ort wirkte. Die Kapelle wurde im Frühjahr 1926 durch das Dekanat Monschau aus Bruchstein errichtet. Sie soll das Andenken an den heiligen Norbertus, den Gründer des Prämonstratenser-Ordens wahren, der auch das Kloster Reichenstein gründete. Mit dem Bau wollte das Dekanat, so der Heimatverein Kalterherberg, außerdem die 1000-jährige Zugehörigkeit des Rheinlandes zum Deutschen Reich würdigen. Bauherr war der Architekt Fortmann aus Köln. Die Maurerarbeiten wurden von den Gebrüdern Goffart, die Kuppel von der Firma Leyens hergestellt. Zur Finanzierung fand unter anderem eine Verlosung statt, das Baugrundstück wurde von der Zivilgemeinde Kalterherberg in einem auf 90 Jahre befristeten Pachtvertrag zur Verfügung gestellt. Die Einweihung fand am 6. Juni 1926 nach einer Prozession durch Monschau und umliegende Dörfer durch den Generalvikar Josef Vogt, den späteren Bischof von Aachen, statt. Sie wurde zu einem Treffpunkt der katholischen Jungfrauen und Jungmännerkongregationen und soll ein „Denkmal katholischen Glaubens in Erinnerung der frommen Mönche und Nonnen in Reichenstein“ darstellen.

## Baubeschreibung
Die Kapelle steht auf einer leicht erhöhten Fläche, die von der Straße aus über zwei Treppenaufgänge erreichbar ist. Sie hat einen rechteckigen Grundriss; der Zugang erfolgt von Westen über ein großes Rundbogenportal. An der Nordwest- und Südwestseite ist je ein kleines Rundbogenfenster. Die übrigen Felder sind geschlossen. Oberhalb erhebt sich ein geschweiftes Dach mit Zwiebelhaube, die mit Turmkugel und Kreuz abschließt.

## Ausstattung

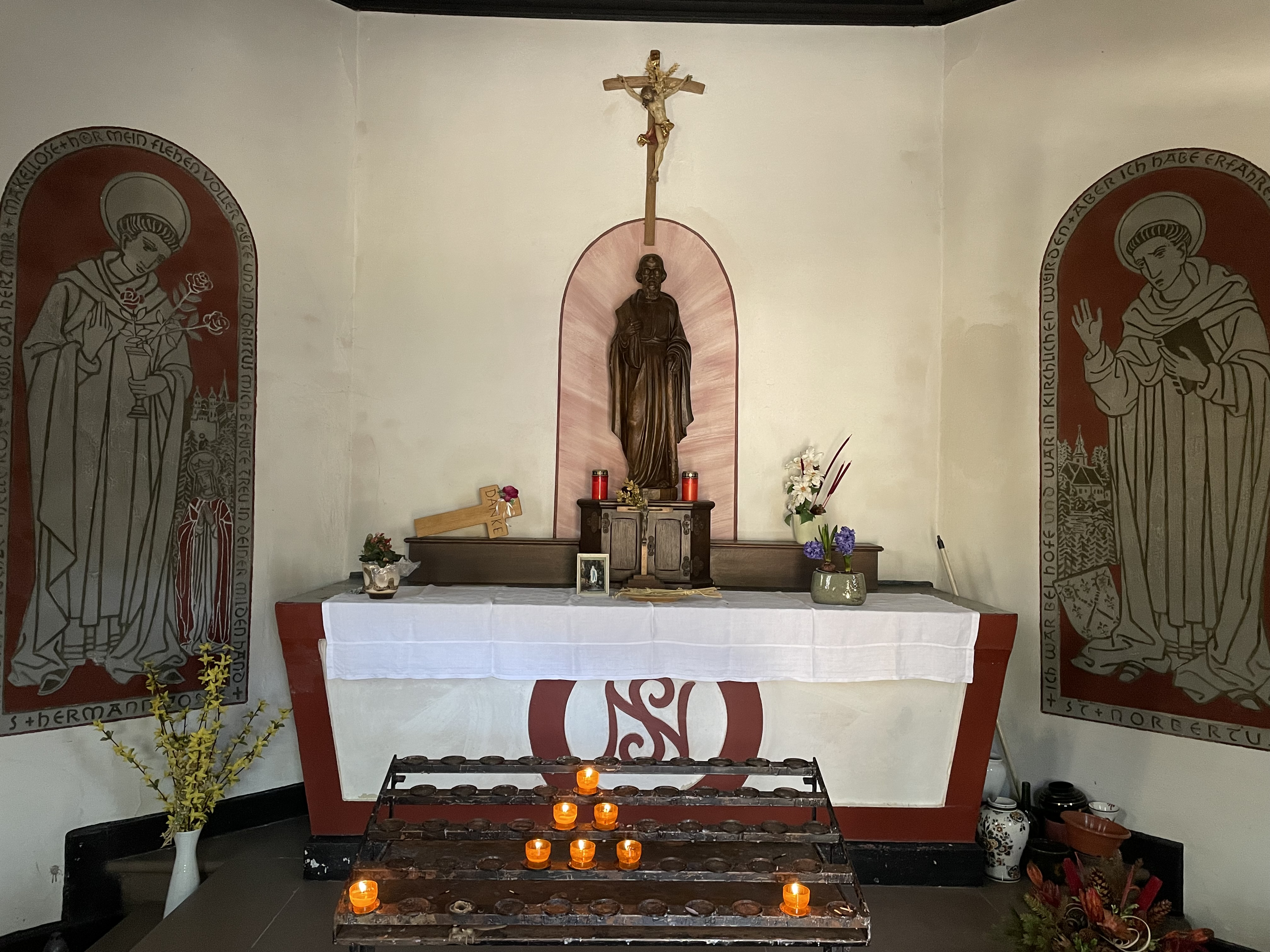
Blick in den Chor

In der Mitte der Kapelle steht ein Standbild des heiligen Judas Thaddäus. Er wurde als Fürsprecher für vermisste Soldaten in der Nachkriegszeit verehrt. Links von ihm befindet sich eine Sgraffito-Wandmalerei mit dem Bild des heiligen Hermann Joseph von Steinfeld vor dem Kloster Steinfeld, darüber die Inschrift: „Freu dich, jauchze, heilige Rose, tröst' das Herz mir, makellose, hör mein Flehen voller Güte, und in Christus mich behüte, treu in deiner milden Hand“. Rechts ist die Darstellung des heiligen Norbert von Xanten vor der Kulisse des Klosters Reichenstein zu sehen, darüber die Inschrift: „Ich war bei Hof und war in kirchlichen Würden, aber ich habe erfahren, nichts Besseres gibt es, als Gott ganz gehören“. Diese Malereien gehen auf den Pfarrer Karl Schlömer zurück, der unmittelbar nach dem Ende des Zweiten Weltkrieges die Arbeiten an den Bremer Maler Kurt Claußen-Finks vergab. Im Innenraum sind weiterhin zahlreiche Tafeln von Gläubigen angebracht, die dem heiligen Judas Thaddäus oder dem heiligen Norbert für seine Fürsprache bei Gott danken. An der Nordseite erinnert eine Tafel an den Weihbischof Maximilian Goffart. Das Bauwerk trägt im Innern eine flache Holzdecke.